# Los Hermanos
Los Hermanos è un arcipelago del Venezuela, parte delle Dipendenze Federali, posto ad est dell'isola di La Blanquilla nel Mare dei Caraibi.
Il piccolo arcipelago è formato da otto isole e isolotti rocciosi disposti secondo una fila disordinata che da nord a sud occupa 14 km. La Isla Grueso, con 0,68 km², è l'isola maggiore, la Isla Chiquito è la più meridionale e la più piccola.

## Geografia
L'arcipelago, disabitato, è formato da otto isole e isolotti che da nord a sud sono:
- Isla La Orquilla
- Islote El Rajao
- Isla Los Morochos
- Islote Papelón
- Isla Grueso
- Isla Pico (Isla Pando)
- Isla Fondeadero
- Isla Chiquito